# Namedyer Werth
Das Namedyer Werth, ursprünglich eine Rheininsel, ist seit etwa 1857 eine Halbinsel am linken Ufer des Mittelrheins. Sie gehört zu Namedy, einem Ortsteil von Andernach im rheinland-pfälzischen Landkreis Mayen-Koblenz. Die ehemalige Insel liegt auf etwa 60 m ü. NHN zwischen Flusskilometer 614 und 616,6 und ist ungefähr 21 Hektar groß. 1850 erstreckte sie sich noch zwischen Kilometer 614,6 und 616,3.

## Geschichte

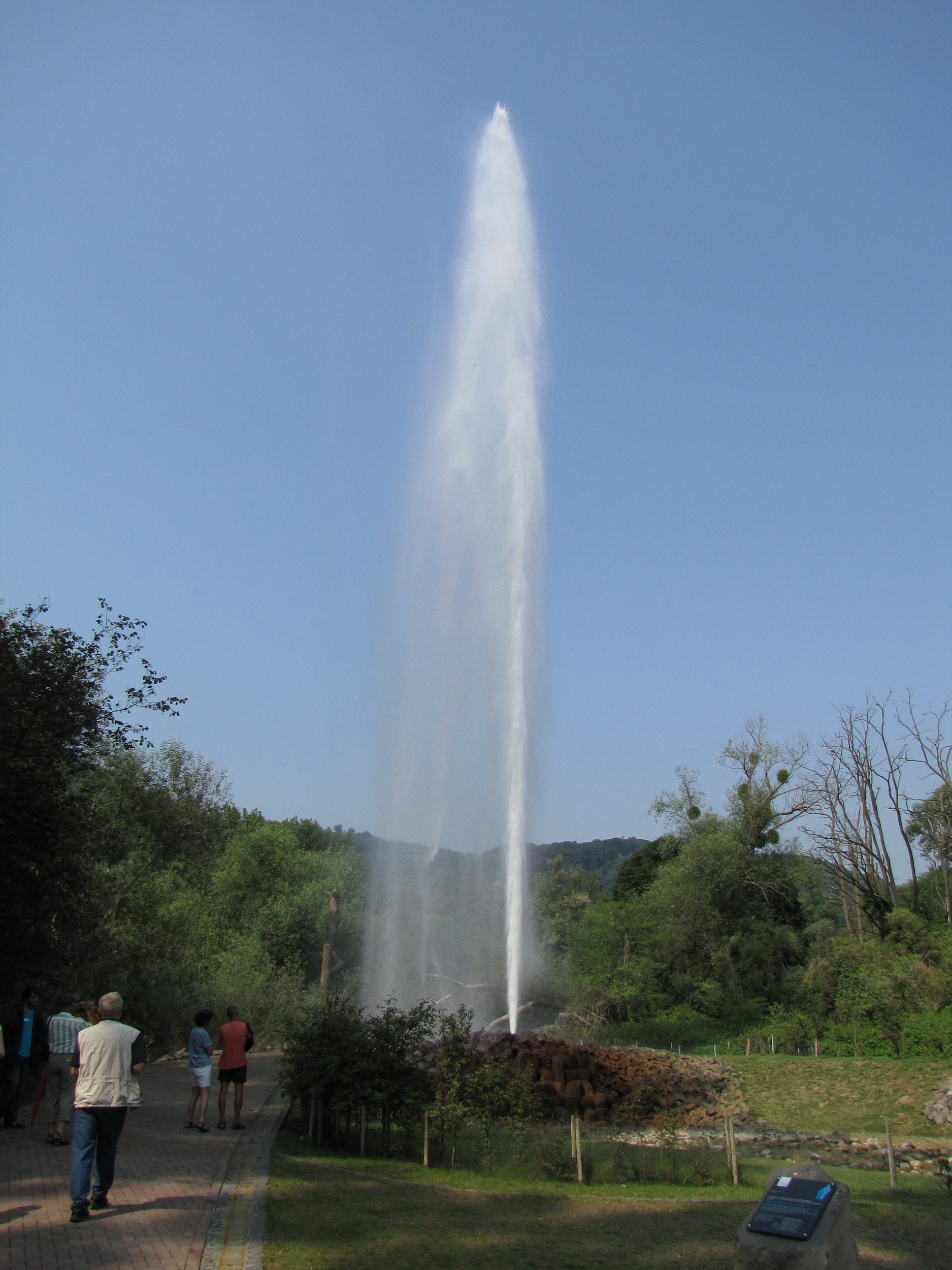
Der Geysir Andernach

Erstmalige Erwähnung fand die Insel 859 angesichts eines Treffens der Könige Karl II. des Kahlen, Ludwig II. des Deutschen und Lothar II. auf der damals namenlosen Insel. Erste Namensgebung als Weideplatz auf der Rheininsel uff dem werde (mnd. = auf der Insel) erfolgte 1529, im selben Jahr der Name Grasswert (mhd. wert = Insel). Im Mittelrheingebiet enden zwischen Hersel und Lorch alle Rheininselnnamen auf -werth wie Nonnenwerth, Hammersteiner Werth, Weissenthurmer Werth, Graswerth, Niederwerth. Auch in anderen Rheinabschnitten findet sich dieser Begriff, auch mit der Variante „Wörth“ wie Rabenwörth. Nach häufigem Namenswechsel nach den Eigentümern der Insel erfolgte 1653 erstmals die Bezeichnung unter dem Namedier Wert, 1765 Namedyer Wert. Sie war mit einem Wald aus Walnussgewächsen bedeckt, der der schönste am Rhein gewesen sein soll. Der flache uferseitige Rheinarm war eine wichtige Laichquelle für Fische. Durch den katastrophalen Eisgang und das gewaltige Hochwasser vom 27. Februar 1784 (am Kölner Pegel 13,55 m, zum Vergleich: 1994/1995 10,69 m) nach dem extremen Winter 1783/84 wurde der Wald durch die Eisschollen zerstört, die verbliebenen Wurzeln später entfernt und die Insel in ein reines Weide- und Grasland umgewandelt. Bei nachfolgenden Hochwasserfluten wurde daher oft die Bodenkrume weggeschwemmt.
1789 tauchte der Name Namedyer Insel auf. Davor, zwischen 1770 und 1775, hieß sie Schlierswert/Schlirswerth, auch (Auf dem) Sohlers Wert, möglicherweise benannt nach dem damaligen Besitzer E. A. von Sohler, kurtrierischer Hofrat. Ab 1800 hieß sie nach dem neuen Besitzer von Mees aus Leutesdorf Meesen-Wert, Moesenwerth, Meesische Au, Meisen-Werth, auch Meissenwerth. 1806 tauchen erstmals die Namen Crum Werth, Krummes Wert(h), Krummenwerth, auch Krummetwerth (nach Krummet = Grasschnitt) auf, 1826 Das Krumme Werth genannt. Der Name bezog sich auf ihre Krümmung, die exakt der linksseitigen Uferlinie folgte. 1816 errichtete Jacob Rech eine Flusswassermühle auf dem Werth, die später zum Wirtshaus umgewandelt wurde. Im Laufe des 19. Jahrhunderts siedelten sich wieder Bäume an. Etwa um 1857 kam im Zuge der großen Rheinbegradigung (Rheinregulierung) die Anbindung der Insel an das „Festland“, wodurch das Namedyer Werth zur Halbinsel wurde. Auch eine Schreibweise Namedyer Wörth gab es Anfang des 20. Jahrhunderts.

### Naturschutzgebiet und Geysir
Seit 1985 ist das Namedyer Werth nach Vorschlag von 1937 als Naturschutzgebiet Namedyer Werth (CDDA-Nr. 164752; 15,47 ha groß) ausgewiesen. Schutzzweck ist die Erhaltung des Auwaldes als Standort und Lebensraum seltener, in ihrem Bestand bedrohter Pflanzen- und Tierarten, insbesondere als Rast- und Brutplatz bedrohter Vögel.
Auf der Halbinsel springt seit 1903 der Geysir Andernach (anfangs Namedyer Sprudel genannt), mit maximal etwa 60 m Sprunghöhe der Welt höchster Kaltwassergeysir. Er war bis 1957 in Betrieb, wurde dann wegen technischer Probleme stillgelegt. Seit dem 7. Juli 2006 darf er nach erneuter Bohrung wieder springen.

### Heutiger Zustand
Das Namedyer Werth ist heute keine eigentliche (Halb-)Insel mehr, sondern eher eine Landzunge am Rheinufer, etwas rheinabwärts von Andernach. Über die komplette Länge des Naturschutzgebiets erstreckt sich die Bundesstraße 9, die auf einer Hangbrücke über die Halbinsel geführt wird. Entlang des ehemaligen Inselufers am Süd- bis Westrand des Schutzgebiets führen die linksrheinische Bahnstrecke der Deutschen Bahn sowie die Kölner Straße der Stadt Andernach herum. Wegen der beiderseitig verlaufenden Verkehrsadern ist die Lärmbelästigung durch Straßen- und Bahnverkehr groß. In trockenen Sommern kann es vorkommen, dass der seichte Wasserarm, der das Namedyer Werth zur Halbinsel macht, teils oder ganz trockenliegt.